# Библиография на Том Кланси
Това е пълен списък на книгите, публикувани от Том Кланси, американски автор на съвременна шпионска и военна фантастика.

## Серии

### „Джак Райън“ (Jack Ryan)
- The Hunt for Red October (1984)
Ловът за Червения октомври, изд. „Калпазанов“, Габрово, 1995-1996 (в 2 части), 1998, прев. Георги Стойчев, Кирил Кирилов
- Patriot Games (1987)
Патриотични игри, изд. „Атика“, София, 1993, прев. Венцислав Градинаров (в 2 части)
- The Cardinal of the Kremlin (1988)
Кардиналът от Кремъл, изд. „Атика“, София, 1995, прев. Владимир Гьозов (в 2 части)
- Clear and Present Danger (1989)
Реална заплаха, изд. „Атика“, София, 1994, прев. Венцислав Градинаров
- The Sum of All Fears (1991)
Всички страхове, изд. „Атика“, София, 1994, прев. Петко Петков (в 2 части)
- Debt of Honor (1994)
Дълг на честта, изд. „Атика“, София, 1996, прев. Николай Борисов (в 2 части)
- Executive Orders (1996)
По заповед на президента, изд. „Атика“, София, 1996, прев. Крум Бъчваров (в 3 части)
- The Bear and the Dragon (2000)
Мечката и драконът, изд. „Прозорец“, София, 2000, прев. Павел Талев, Борис Христов (в 2 части)
- Red Rabbit (2002)
Червеният заек, изд. „Прозорец“, София, 2011, прев. Цветана Русева

#### „Кампус“ (The Campus)
- The Teeth of the Tiger (2003)
Зъбите на тигъра, изд. „Прозорец“, София, 2011, прев. Павел Талев
- Dead or Alive (2010)
Жив или мъртъв, изд. „Прозорец“, София, 2011, прев. Венцислав Градинаров
- Locked On (2011) – с Марк Грейни
Без правила, изд. „Прозорец“, София, 2012, прев. Венцислав Градинаров
- Threat Vector (2012) – с Марк Грейни
Код „Заплаха“, изд. „Прозорец“, София, 2013, прев. Венцислав Градинаров
- Command Authority (2013) – с Марк Грейни
Властта на президента, изд. „Позорец“, София, 2014, прев. Вeнцислав Градинаров

### „Джон Кларк“ (John Clark)
- Without Remorse (1993)
Безпощадно, изд. „Атика“, София, 1995, прев. Петко Петков (в 2 части)
- Rainbow Six (1998)
Дъга шест, ИК „Бард“, София, 1999, прев. Валерий Русинов

## Самостоятелни романи
- Red Storm Rising (1986) – с Лари Бонд
Операция „Червена буря“, изд. „Калпазанов“, София, 1996, прев. Николай Долчинков (в 2 части)
- SSN Strategies of submarine warfare (1996)
Подводната война: Стратегиите в подводната война, ИК „Бард“, София, 1998, прев. Диана Кутева, Стамен Стойчев
- Against All Enemies (2011) – с Питър Тилъп
Срещу всички врагове, изд. „Прозорец“, София, 2012, прев. Венцислав Градинаров

## Документалистика

### Guided Tour
- Submarine: A Guided Tour Inside a Nuclear Warship (1993)
- Armored Cav: A Guided Tour of an Armored Cavalry Regiment (1994)
- Fighter Wing: A Guided Tour of an Air Force Combat Wing (1995)
- Marine: A Guided Tour of a Marine Expeditionary Unit (1996)
- Airborne: A Guided Tour of an Airborne Task Force (1997)
- Carrier: A Guided Tour of an Aircraft Carrier (1999)
- Special Forces: A Guided Tour of U.S. Army Special Forces (2001)

### Study in Command
- Into the Storm – On the Ground in Iraq (1997) – с Фред Франкс
- Every Man a Tiger — the Gulf War Air Campaign (1999) – с Чък Хорнър
- Shadow Warriors (2002) – с Карл Стайнър
Воини в сянка: Спец. сили - поглед отвътре, изд. „Позорец“, София, 2004, прев. Лъчезар Бенатов
- Battle Ready (with Anthony Zinni) (2004)

### Други
- The Tom Clancy Companion (1992, ред. Мргин Грийнбърг, писания на Кланси

## Създадени от Кланси
Следните романи са създадени от Кланси; те не са непременно написани от него. На български език излизат под неговото име.

### Романи
- Support and Defend (2014) (автор: Марк Грейни)
Подкрепяй и защитавай, изд. „Прозорец“, София, 2016, прев. Венцислав Градинаров

### Серии

#### „Оперативен център“ (Op-Center universe)
Създател със Стив Пиечник
1. Op-Center (1995) (автор: Джеф Ровин)
Оперативен център, изд. „Арика“, София, 1996, прев. Милена Григорова
2. Mirror Image (1995) (автор: Джеф Ровин)
Огледален образ, изд. „Атика“, София, 1996, прев. Рени Димитрова
3. Games of State (1996) (автор: Джеф Ровин)
Хаос, ИК „Бард“, София, 1996, прев. Тодор Стоянов
4. Act of War (1996) (автор: Джеф Ровин)
Бойни действия, ИК „Бард“, София, 1997, прев. Юлия Чернева, Крум Бъчваров
5. Balance of Power (1998) (автор: Джеф Ровин)
Баланс на силите, ИК „Бард“, София, 1998, прев. Мария Думбалакова
6. State of Siege (1999) (автор: Джеф Ровин)
Под обсада, ИК „Бард“, София, 2000, прев. Емилия Масларова
7. Divide and Conquer (2000) (автор: Джеф Ровин)
Разделяй и владей, изд. „Прозорец“, София, 2003, прев. Павел Талев
8. Line of Control (2001) (автор: Джеф Ровин)
Буферна зона, изд. „Прозорец“, София, 2003, прев. Мария Симеонова
9. Mission of Honor (2002) (автор: Джеф Ровин)
Мисия на честта
10. Sea of Fire (2003) (автор: Джеф Ровин)
Море от огън
11. Call to Treason (2004) (автор: Джеф Ровин)
Покана за предателство
12. War of Eagles (2005) (автор: Джеф Ровин)
Войната на орлите
13. Out of the Ashes (2014) (автори: Дик Коуч и Джордж Галдоризи)
14. Into the Fire (2015) (автори: Дик Коуч и Джордж Галдоризи)
15. Scorched Earth (2016) (автор: Джордж Галдоризи)
16. Dark Zone (2017) (автори: Джеф Ровин и Джордж Галдоризи)
17. For Honor (2018) (автор: Джеф Ровин)
18. Sting of the Wasp (2019) (автор: Джеф Ровин)
19. God of War (2020) (автор: Джеф Ровин)
20. The Black Order (2021) (автор: Джеф Ровин)
21. Call of Duty (2022) (автор: Джеф Ровин)
22. Fallout (2023) (автор: Джеф Ровин)

#### „Силови игри“ (Power Plays)
Създател с Мартин Грийнбърг
1. Politika (1997) (автор: Джером Прайслър)
Политика, ИК „Бард“, София, 1998, прев. Крум Бъчваров
2. ruthless.com (1998) (автор: Джером Прайслър)
 Без пощада, ИК „Бард“, София, 2000, прев. Иван Златарски
3. Shadow Watch (1999) (автор: Джером Прайслър)
4. Bio-Strike (2000) (автор: Джером Прайслър)
5. Cold War (2001) (автор: Джером Прайслър)
6. Cutting Edge (2002) (автор: Джером Прайслър)
7. Zero Hour (2003) (автор: Джером Прайслър)
8. Wild Card (2004) (автор: Джером Прайслър)

#### „Нет Форс“

##### Оригинална „Нет Форс“ (Net Force)
Създател със Стив Пиечник
1. Net Force (1998) (автор: Стив Пери)
Мрежата, изд. „Прозорец“, София, 2000, прев. Йолина Миланова, Заговор срещу мрежата, изд. „Прозорец“, София, 2001, прев. Йолина Миланова
2. Hidden Agendas (1999) (автор: Стив Пери)
3. Night Moves (1999) (автор: Стив Пери)
Тайни ходове, изд. „Прозорец“, София, 2001, прев. Йолина Миланова
4. Breaking Point (2000) (автор: Стив Пери)
Точка на пречупване, изд. „Прозорец“, София, 2002, прев. Йолина Миланова
5. Point of Impact (2001) (автор: Стив Пери)
6. CyberNation (2001) (автор: Стив Пери)
7. State of War (2003, автори: Стив Пери и Лари Сегриф)
8. Changing of the Guard (2003) (автори: Стив Пери и Лари Сегриф)
9. Springboard (2005) (автори: Стив Пери и Лари Сегриф)
10. The Archimedes Effect (200) (автори: Стив Пери и Лари Сегриф)

##### „Нет Форс 2018“ (Net Force 2018)
Създател със Стив Пиечник.
- Code War (2013) (автор: Джером Прайслър)

##### „Нет Форс, повторно пускане“ (Net Force Relaunch)
Създател със Стив Пиечник.
- 0,5. Eye of the Drone (2020) (автор: Джером Прайслър)

1. Dark Web (2019) (автор: Джером Прайслър)
2. Attack Protocol (2020) (автор: Джером Прайслър)
3. Kill Chain (2021)  (автор: Джером Прайслър)
4. Threat Point (2021) (автор: Джером Прайслър)
5. Moving Target (2023) (автор: Джером Прайслър)

#### „Нет Форс Експлорърс“ (Net Force Explorers)
Създател със Стив Пиечник.
1. Virtual Vandals (1998) (автор: Даян Дуейн)
Виртуални вандали, изд. „Прозорец“, София, 2001, прев. Георги Манчев
2. The Dedliest Game (1998) (автор: Даян Дуейн)
Компютърна полиция, изд. „Прозорец“, София, 2001, прев. Павел Талев
3. 3. One is the Loneliest Number (1999) (автор: Даян Дуейн)
Едно от най-самотното число, изд. „Прозорец“, София, 2001, прев. Ани Пармаксизян
4. The Ultimate Escape (1999) (автор: Марк Черазини)
Последното бягство, изд. „Прозорец“, София, 2001, прев. Магдалена Куцарова
5. The Great Race (1999) (автор: Бил Маккей)
Голямата надпревара, изд. „Прозорец“, София, 2001, прев. Константин Николов, Павел Талев
6. End Game (1999) (автор: Даян Дуейн)
7. Cyberspy (1999) (автор: Бил Маккей)
Сянка на честта, изд. „Прозорец“, София, 2002, прев. Борис Христов, Магдалена Куцарова-Леви (включва и Shadow of Honor)
8. Shadow of Honor (2000) (автор: Мел Одом) (виж предходното)
9. Private Lives (2000) (автор: Бил Маккей)
Безопасно убежище, изд. „Прозорец“, София, 2003, прев. Лъчезар Бенатов, Павел Константинов (включва и Safe House)
10. Safe House (2000) (автор: Даян Дуейн)
Безопасно убежище, изд. „Прозорец“, София, 2003, прев. Лъчезар Бенатов, Павел Константинов (включва и Private lives)
11. GamePrey (2000) (автор: Мел Одом)
12. Duel identity (2000) (автор: Бил Маккей)
Жертва на играта, изд. „Прозорец“, София, 2004, прев. Павел Константинов, Магдалена Куцарова-Леви
13. Deathworld (2000) (автор: Даян Дуейн)
14. High Wire (2001) (автори: Джон Хелфърс и Ръсел Дейвис)
15. Cold Case (2001) (автор: Бил Маккей)
16. Runaways (2001) (автор: Даян Дуейн)
17. Cloak and Dagger (2002) (автор: Даян Дуейн)
18. Death Match (2002) (автор: Даян Дуейн)

## Видео игри, новелизации и други
Забележка: Новелизациите на Splinter Cell, EndWar, H.A.W.X и Ghost Recon са написани предимно от Дейвид Майкълс – псевдоним, използван от няколко автори, освен където е посочено.

### Splinter Cell
- Tom Clancy's Splinter Cell (2004)
- Tom Clancy's Splinter Cell: Operation Barracuda (2005)
- Tom Clancy's Splinter Cell: Checkmate (2006)
- Tom Clancy's Splinter Cell: Fallout (2007)
- Tom Clancy's Splinter Cell: Conviction (2009)
- Tom Clancy's Splinter Cell: Endgame (2009)
- Tom Clancy's Splinter Cell: Blacklist Aftermath (2013, автор: Питър Телеп)
- Tom Clancy's Splinter Cell: Firewall (2022, автор: Джеймс Суолоу)
- Tom Clancy's Splinter Cell: Dragonfire (2023, автор: Джеймс Суолоу)

#### Комикси
- Tom Clancy's Splinter Cell: Pandora Tomorrow (2006, текст: Джери Холкинс, илюстрации: Майк Крахулик)
- Tom Clancy's Splinter Cell: Digging in the Ashes (2010, текст: Еди Дайтън и Джон Слоун, илюстрации: Майк Даулинг)
- Tom Clancy's Splinter Cell: Echoes (2014, текст: Натан Едмъндсън, илюстрации Марк Ламинг)

### Ghost Recoon
- Tom Clancy's Ghost Recon (2008)
- Tom Clancy's Ghost Recon: Combat Ops (2011)
- Tom Clancy's Ghost Recon: Choke Point (2012, автор: Питър Телеп)
- Tom Clancy's Ghost Recon Wildlands: Dark Waters (2017, автор: Ричард Дански) Tom Clancy's Ghost Recon Breakpoint (2019)

### EndWar
- Tom Clancy's EndWar (2008)
- Tom Clancy's EndWar: The Hunted (2011)
- Tom Clancy's EndWar: The Missing (2013, автор: Питър Телеп)

### H.A.W.X
- Tom Clancy's H.A.W.X (2009)

### The Division
- Tom Clancy's The Division: New York Collapse (2016, автор: Алекс Ървайн)
- Tom Clancy's The Division: Broken Dawn (2019, автор: Алекс Ървайн)
- Tom Clancy's The Division: Recruited (2022, автор: Томас Парът)
- Tom Clancy's The Division: Compromised (2022, автор: Томас Парът)
- Tom Clancy's The Division: Hunted (2024, автор: Томас Парът)

#### Комикси
- Tom Clancy's The Division: Extremis Malis (2019, автор: Кристофър Емгард)
- Tom Clancy's The Division: Remission (2021, автор: Жан-Давид Морван)

#### Аудокниги
- Tom Clancy's The Division: Hearts on Fire (2021, автор: КC Уейланд)